# John Dahmasing Salong
John Dahmasing Salong (* 12. Oktober 1966 auf der Insel Ambrym, Neue Hebriden) ist ein Politiker aus Vanuatu, der seit 2020 für die Land and Justice Party (GJP) Mitglied im Parlament von Vanuatu sowie seit 2022 Finanzminister ist.

## Leben
John Dahmasing Salong absolvierte nach dem Schulbesuch ein Studium der Politikwissenschaften an der Trent University in Kanada, welches er mit einem Bachelor of Arts (B.A. Policy Studies (Honours)) mit Auszeichnung beendete. Ein weiteres Studium der Wirtschaftswissenschaften an der Trent University schloss er mit einem B.A. Economics ab. Danach absolvierte er noch ein postgraduales generalistisches Studium im Fach Management an der Charles Sturt University in Australien, welches er mit einem Master of Business Administration beendete. Danach war er als Inhaber eines Kleinstunternehmens, Politikanalyst für Nichtregierungsorganisationen, Ökonom und Berater tätig.
Bei der Wahl am 19./20. März 2020 wurde er für die von Charlot Salwai geführte Graon mo Jastis Pati, die Land and Justice Party (GJP), im Wahlkreis Ambrym erstmals Mitglied im Parlament von Vanuatu und gehört diesem nach seiner Wiederwahl am 13. Oktober 2022 seither an. Nach der darauf folgenden Wahl am 13. Oktober 2022 wurde er am 4. November 2022 als Finanzminister in das Kabinett von Premierminister Ishmael Kalsakau berufen, dem neben ihm unter anderem Jotham Napat als Außenminister, Christophe Emelee als Innenminister und Kalsakau selbst zugleich als Minister für den öffentlichen Dienst angehören.